# Крёпке
Крёпке (нем. Kröpcke) - одна из центральных площадей города Ганновер (Нижняя Саксония, Германия), названная по находящемуся на ней с 1870х годов кафе. Площадь входит в большую пешеходной зону центра города и является излюбленным местом встречи жителей.
Под площадью находится одноименная станция подземного скоростного трамвая.

## Часы Крёпке
На площади находятся часы (нем. Kröpcke-Uhr), которые являются одним из основных мест встреч в городе.

## Станция подземного трамвая

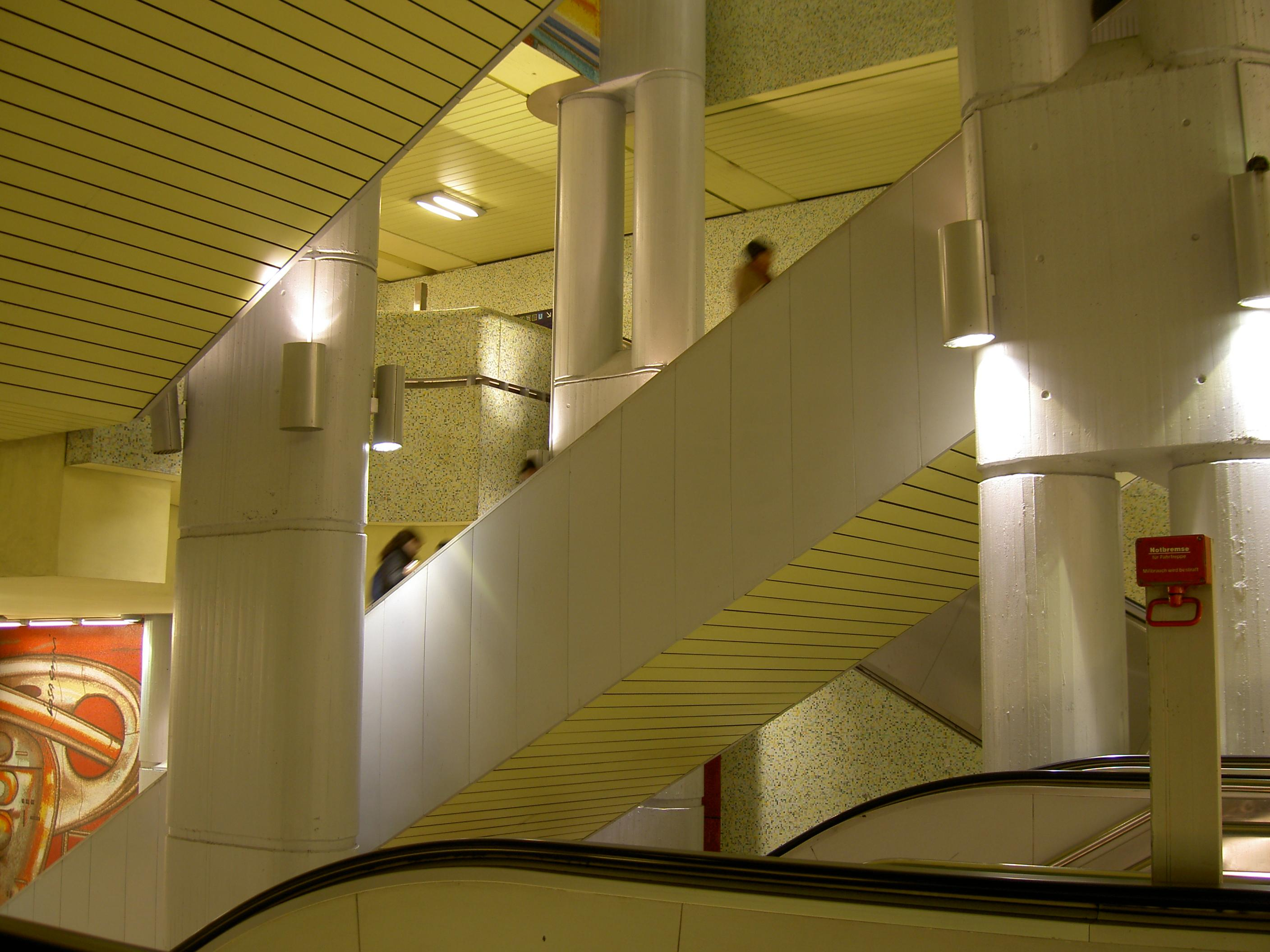
На станции Крёпке

Станция Крёпке подземного трамвая (нем. U-Bahn) - один из наиболее важных пересадочных узлов города. Под площадью пересекаются три тоннеля, на станции оборудовано 6 платформ. Эскалаторы станции являются самыми длинными в Ганновере.